# Правилата на дома
„Правилата на дома“ (на английски: The Cider House Rules) е американски драматичен филм от 1999 г. на режисьора Ласе Халстрьом. Сценарият, написан от Джон Ървинг, е базиран върху неговия едноименен роман от 1985 г. Премиерата е на 7 септември 1999 г. на кинофестивала във Венеция, а по кината в САЩ филмът излиза на 10 декември 1999 г.

## Актьорски състав
- Тоби Магуайър – Хоумър Уелс
- Майкъл Кейн – д-р Уилбър Ларч
- Шарлиз Терон – Кенди Кендал
- Пол Ръд – лейтенант Уоли Уортингтън
- Делрой Линдо – Артър Роуз
- Ерика Баду – Роуз Роуз
- Хеви Ди – Пийчес
- Кей Тод Фрийман – Мъди
- Кийран Кълкин – Бъстър
- Джейн Александър – сестра Една
- Кати Бейкър – сестра Анджела
- Кейт Нелиган – Олив Уортингтън
- Пас де ла Уерта – Мери Агнес
- Джей Кей Симънс – Рей Кендал
- Скай Маккоул Бартусяк – Хейзъл

## Награди и номинации
| Категория                                   | Номиниран(и)            | Резултат                |
| Оскар (26 март 2000 г.)                     | Оскар (26 март 2000 г.) | Оскар (26 март 2000 г.) |
| ------------------------------------------- | ----------------------- | ----------------------- |
| Най-добър адаптиран сценарий                | Джон Ървинг             | награда                 |
| Най-добра поддържаща мъжка роля             | Майкъл Кейн             | награда                 |
| Най-добър филм                              | Най-добър филм          | номинация               |
| Най-добри декори                            | Най-добри декори        | номинация               |
| Най-добър филмов монтаж                     | Най-добър филмов монтаж | номинация               |
| Най-добър режисьор                          | Ласе Халстрьом          | номинация               |
| Най-добра филмова музика                    | Рейчъл Портман          | номинация               |
| Награда на БАФТА (9 април 2000 г.)          |                         |                         |
| Най-добър актьор в поддържаща роля          | Майкъл Кейн             | номинация               |
| Златен глобус (23 януари 2000 г.)           |                         |                         |
| Най-добър сценарий                          | Джон Ървинг             | номинация               |
| Най-добър актьор в поддържаща роля          | Майкъл Кейн             | номинация               |
| Сателит (16 януари 2000 г.)                 |                         |                         |
| Най-добър адаптиран сценарий                | Джон Ървинг             | награда                 |
| Най-добър актьор в поддържаща роля в драма  | Майкъл Кейн             | номинация               |
| Най-добра актриса в поддържаща роля в драма | Шарлиз Терон            | номинация               |
| Най-добра актриса в поддържаща роля в драма | Ерика Баду              | номинация               |
| Емпайър (19 февруари 2001 г.)               |                         |                         |
| Най-добър британски актьор                  | Майкъл Кейн             | номинация               |